# Efraïm de Querson
Efraïm (en llatí Ephraem o Ephraim, en grec antic Ἐφραὴμ o Ἐφραὶμ) fou un religiós que va ser bisbe de Querson a Crimea.
En el títol de la seva única obra publicada se l'anomena arquebisbe i alguns autors el qualifiquen de màrtir. Va ser l'autor d'un relat sobre un miracle de les relíquies de Climent de Roma quan va ressuscitar el cos d'un nen, ofegat mentre anava en peregrinació a veure la seva tomba submarina. Un altre relat d'Efraïm sobre els miracles de Climent el menciona Lleó Al·laci que l'anomena amb el nom d'Ephraemius.